# Leonardville
Leonardville è un comune degli Stati Uniti d'America, situato nello Stato del Kansas, nella Contea di Riley.